# Яунанна
Яунанна (латыш. Jaunanna) — населённый пункт в Алуксненском крае Латвии. Административный центр Яунаннинской волости. Расположен на правом берегу реки Педедзе у региональной автодороги P43 (Литене — Алуксне). Расстояние до города Алуксне составляет около 18 км. По данным на 2007 год, в населённом пункте проживало 380 человек.

## История
В 1970-х годах населённый пункт был центром Мейерского сельсовета Алуксненского района. В селе располагался колхоз «Педедзе».